# 제갈융우
제갈융우(諸葛隆佑, 1945년 ~ 2014년)은 대한민국의 제16대 인천지방검찰청 검사장 등을 역임한 법조인이다.

## 학력
- 1964년 경북고등학교 졸업
- 1968년 서울대학교 법학 학사
- 1975년 서울대학교 대학원

## 경력
- 1970 사법시험 11회 합격
- 1975 청주지방검찰청 검사
- 1977 부산지방검찰청 마산지청 검사
- 1979 부산지방검찰청 검사
- 1981 법무부 조사과 검사
- 1982 법무부 검찰제2과 검사
- 1984 서울고등검찰청 검사
- 1985 법무연수원 기획과 과장
- 1986 대구지방검찰청 특수부장검사
- 1987 수원지방검찰청 특수부장검사
- 1989 대검찰청 공안기획담당관
- 1990 대검찰청 중앙수사본부 중앙수사1과 과장
- 1992 서울지방검찰청 형사1부 부장검사
- 1993 대전지방검찰청 차장검사
- 1995 인천지방검찰청 부천지청 지청장
- 1997 대구고등검찰청 차장검사
- 1998 춘천지방검찰청 검사장
- 1999 대검찰청 공판송무부 부장검사
- 1999~2000 인천지방검찰청 검사장
- 2000~2001 대검찰청 형사부 부장검사
- 2001 제갈융우법률사무소 변호사
- 2008.3~2014.3 중앙선거관리위원회 위원
- 2014 법무법인 일헌 대표변호사
- 2014.5 중앙선거관리위원회 공직자윤리위원회 위원장